# Venesat-1
Venesat-1 (auch als „Simón Bolívar“ bezeichnet) war ein Kommunikationssatellit und der erste Satellit Venezuelas. Der Start erfolgte am 29. Oktober 2008 um 16:53 Uhr UTC mit einer chinesischen Rakete des Typs Changzheng 3B von der Startrampe 2 des Kosmodroms Xichang.

## Hintergrund
Im Jahr 2000 trat Venezuela dem Ausschuss für die friedliche Nutzung des Weltraums der Vereinten Nationen bei, die Regierung erklärte Erforschung und Nutzung des Weltraums zu einer nationalen Priorität.
Nach der Einrichtung einer Interministeriellen Arbeitsgruppe im Laufe des Jahres 2004 gründete Präsident Hugo Chávez am 28. Dezember 2004 mit Dekret 3389 die Venezolanische Präsidialkommission für die friedliche Nutzung des Weltalls, die Anfang 2005 ihre Arbeit aufnahm.
Bei einem Staatsbesuch in Venezuela handelte der chinesische Vizepräsident Zeng Qinghong mit Chávez am 28. Januar 2005 das „Memorandum über die technische Zusammenarbeit bei der friedlichen Nutzung und Erschließung des Weltraums“ (关于和平利用和开发外层空间技术合作的谅解备忘录) aus, das am 29. Januar 2005 in Anwesenheit der beiden Politiker von den Fachreferenten unterzeichnet wurde.

## Venesat-1-Projekt
Das venezolanische Ministeriums für Wissenschaft und Technologie schloss am 1. November 2005 in Caracas einen Vertrag mit der China Great Wall Industry Corporation, dem Außenhandelsarm der China Aerospace Science and Technology Corporation.
Neben Bau und Start des Kommunikationssatelliten Venesat-1 zum Preis von 241 Millionen US-Dollar wurde in dem Vertrag auch der Bau von zwei Bodenstationen bei El Sombrero, Bundesstaat Guárico (Hauptstation) und Luepa, Bundesstaat Bolívar (Reservestation) zum Preis von 165 Millionen Dollar vereinbart.
Ebenfalls Teil des Vertrages war, dass der auf dem DFH-4-Bus der Chinesischen Akademie für Weltraumtechnologie basierende Satellit von chinesischen und venezolanischen Ingenieuren gemeinsam entwickelt werden und auf chinesische Kosten Fachpersonal ausgebildet werden sollte.
Eine erste Gruppe von 30 Ingenieuren kam am 2. März 2007 für ein Promotionsstudium nach China. Später im Monat folgen weitere 60, die speziell für Venesat-1 ausgebildet wurden. Die Venezolaner erhielten zunächst eine Grundausbildung an der Universität für Luft- und Raumfahrt Peking, dann eine Fachausbildung in Satellitenbau an der Akademie für Weltraumtechnologie.
Ab Januar 2008 wurde das Projekt auf venezolanischer Seite von der im Oktober 2007 gegründeten Agencia Bolivariana para Actividades Espaciales betreut. Laut der Vereinbarung vom November 2005 war der Start des Satelliten für Juli 2008 vorgesehen, dies verzögerte sich dann jedoch bis zum 29. Oktober 2008. 29 der 30 Doktoranden kehrten im Laufe des Jahres 2011 nach erfolgreicher Promotion nach Venezuela zurück.

## Aufbau
Das Gehäuse des dreiachsenstabilisierten Satelliten ist quaderförmige und misst 2,36 × 2,10 × 4,00 m, beim Start hatte Venesat-1 eine Masse von 5049 kg. Die Stromversorgung erfolgte über zwei ausklappbare Solarzellenflügel mit jeweils vier Modulen, die eine elektrische Leistung von 7,75 kW lieferten. In seiner geostationären Umlaufbahn befand sich der Satellit fast immer im Sonnenlicht. Für die Zeit im Frühjahr und im Herbst, zur Zeit der Tag-und-Nacht-Gleiche, wo ein derartiger Satellit rund um Mitternacht für bis zu 72 Minuten im Schatten der Erde steht, verfügte Venesat-1 über Akkumulatoren.
Venesat-1 besaß 12 Transponder für das C-Band, 14 Transponder für das Ku-Band und 2 Transponder für das Ka-Band; insgesamt stand eine Bandbreite von 1,342 MHz zur Verfügung. Der Satellit war mit fünf Antennen ausgerüstet: zwei für das Ku-Band, eine für das Ka-Band, eine für das C-Band sowie eine für Telemetrie, Bahnverfolgung und Steuerung. Die ursprünglich erwartete Lebensdauer betrug 15 Jahre.

## Mission

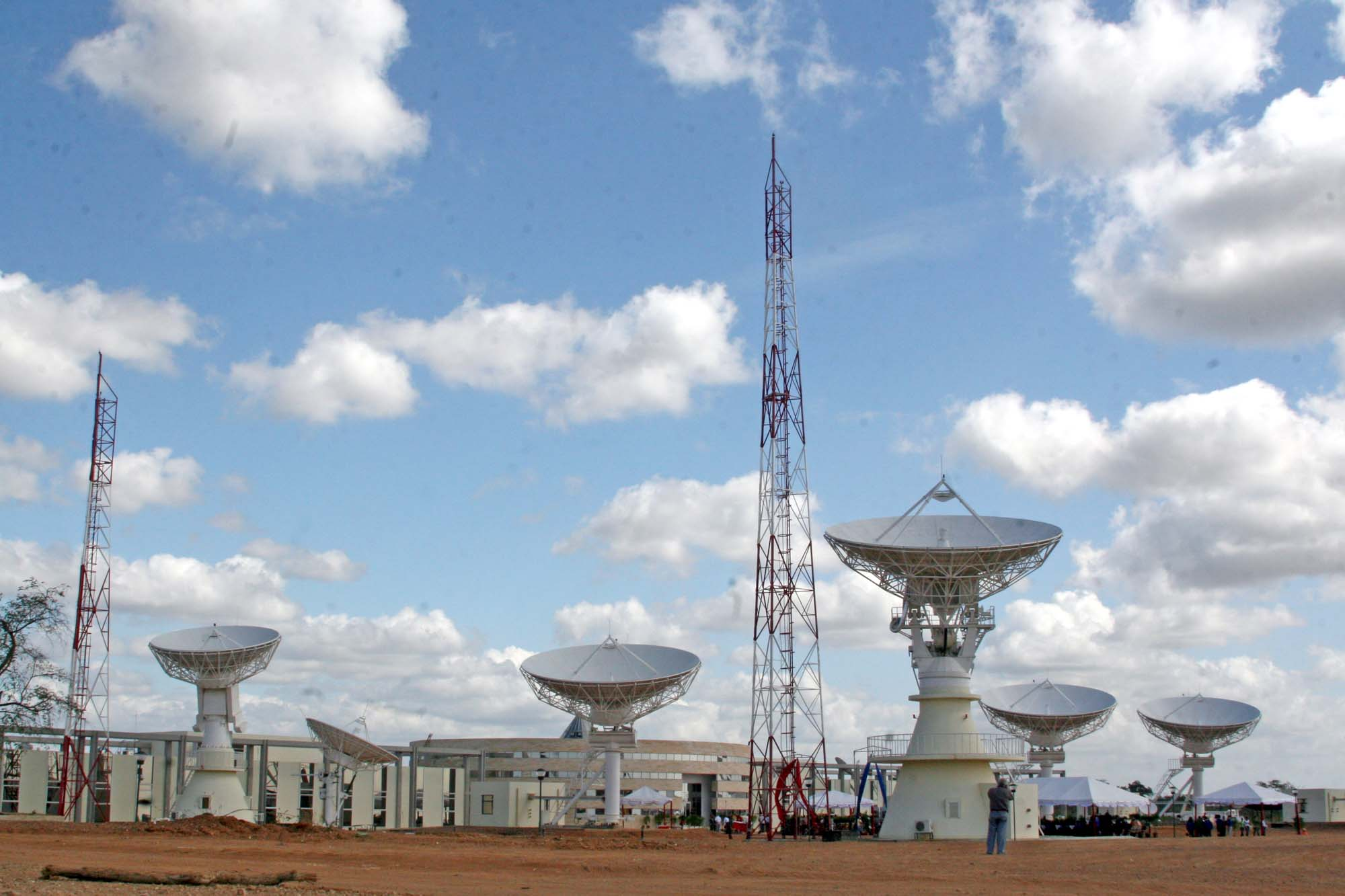
Bodenstation El Sombrero

Nach dem Start vom Kosmodrom Xichang am 29. Oktober 2008 und dem Erreichen seiner geostationären Position bei 78° westlicher Länge (über Ecuador) wurde der Satellit zunächst von chinesischen Technikern im Orbit getestet. Am 1. Dezember 2008 wurde er der Raumfahrtbehörde ABAE übergeben. 30 Mitarbeiter der ABAE betreuten den Satelliten von der Bodenstation El Sombrero auf dem Luftwaffenstützpunkt Hauptmann Manuel Ríos (BAMARI). Dort befand sich auch die Erdfunkstelle des staatlichen Telekommunikationsbetriebs Compañía Anónima Nacional Teléfonos de Venezuela (CANTV), wo 30 weitere Techniker jener Firma die Übertragung der Fernsehprogramme etc. an den Satelliten überwachten.
Im Februar 2020 trat eine Störung beim Antriebsmechanismus eines der beiden Solarmodulflügel auf, sodass sich dieser nicht mehr auf die Sonne ausrichten konnte. Anfang März 2020 fiel dann auch noch der zweite Flügel aus.
Das gleiche Problem hatte es 2008 bei dem ebenfalls auf dem DFH-4-Bus basierenden Kommunikationssatelliten NigComSat-1 gegeben. Ursprünglich war geplant, den Satelliten am 13. März 2020 in einen Friedhofsorbit zu heben. Dies gelang jedoch nicht. Der Satellit geriet in einen elliptischen Orbit, dessen tiefster Punkt nur 50 km von der geostationären Umlaufbahn von 35.786 km entfernt ist, auf der die meisten Kommunikationssatelliten kreisen. Der Satellit war außer Kontrolle und überschlug sich ständig.
Daher stellte er noch am 13. März 2020 seinen Betrieb offiziell ein.
Dreieinhalb Jahre später hätte Venesat-1 ohnehin das Ende seiner geplanten Betriebsdauer erreicht. Daher wurde bereits im September 2018 die Beschaffung des nach einem venezolanischen Freiheitskämpfer des 16. Jahrhunderts benannten Ersatzssatelliten Venesat-2 „Guaicaipuro“ vorbereitet.